# 2019年和歌山県議会議員選挙
2019年和歌山県議会議員選挙（2019ねんわかやまけんぎかいぎいんせんきょ）は、2019年（平成31年）4月7日に投票が行われた和歌山県議会の議員を改選するための一般選挙である。

## 概要
県議会議員の4年の任期満了に伴い、第19回統一地方選挙の一環で行われる選挙である。なお、和歌山県議会議員選挙は1947年（昭和22年）4月に実施された第1回の選挙からいずれも統一地方選挙の日程で実施されている。
定数42に対し52名が立候補。7つの選挙区で14名の無投票当選が決まった。

## 選挙結果
自民党は25議席を獲得、単独過半数は維持したものの選挙前より3議席減らした。公明党は勢力を維持した。日本共産党は1人区の御坊市で議席を獲得するなど健闘し2議席増となった。国民民主党と日本維新の会は勢力を維持した。立憲民主党は唯一の公認候補が田辺市で無投票当選した。

## 当選者
自民党 
 公明党 
 共産党 
 立憲民主党 
 国民民主党 
 維新の会 
 無所属 
| 和歌山市       | 岩井弘次 | 森礼子   | 中拓哉     |
| 和歌山市       | 多田純一 | 長坂隆司 | 山下直也   |
| 和歌山市       | 井出益弘 | 尾崎太郎 | 藤本眞利子 |
| 和歌山市       | 林隆一   | 奥村規子 | 宇治田栄蔵 |
| 和歌山市       | 新島雄   | 片桐章浩 | 浦口高典   |
| 海南市・海草郡 | 尾崎要二 | 中西徹   | 藤山将材   |
| 橋本市         | 中西峰雄 | 中本浩精 | 岩田弘彦   |
| 有田市         | 玉木久登 |          |            |
| 御坊市         | 楠本文郎 |          |            |
| 田辺市         | 鈴木太雄 | 鈴木徳久 | 谷口和樹   |
| 新宮市         | 濱口太史 |          |            |
| 紀の川市       | 山田正彦 | 岸本健   | 杉山俊雄   |
| 岩出市         | 川畑哲哉 | 北山慎一 |            |
| 伊都郡         | 堀龍雄   |          |            |
| 有田郡         | 吉井和視 | 山家敏宏 |            |
| 日高郡         | 冨安民浩 | 坂本登   | 玄素彰人   |
| 西牟婁郡       | 秋月史成 | 高田由一 |            |
| 東牟婁郡       | 谷洋一   | 佐藤武治 |            |